# It Was Always You
"It Was Always You"는 2014년 6월 16일에 발매된 마룬 5의 다섯 번째 정규 음반 V (2014)의 선발매 프로모션용 싱글이다.